# Johanna III. (Burgund)

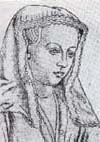

Johanna III. von Burgund (* 1./2. Mai 1308; † 10./15. August 1347) war (als Johanna von Frankreich) die älteste Tochter des französischen Königs Philipp V. und der Pfalzgräfin Johanna II. von Burgund.
Sie wurde am 18. Juni 1318 mit Odo IV. (* 1295; † 1350), seit 1315 Herzog von Burgund, verheiratet und erbte mit dem Tod ihrer Mutter 1330 die Freigrafschaft Burgund, die Grafschaft Artois und die Herrschaft Salins und war damit eine der Pairs von Frankreich.
Johanna und Odo hatten sechs Kinder:
- Sohn (* Juni 1322; bestattet in Val-des-Choux)
- Philipp, genannt Philippe Monsieur (* 1323; † 1346), Graf von Auvergne und Boulogne, Erbherzog von Burgund, Vater von Philipp von Rouvres, Herzog von Burgund
- Johann (* Juli 1325; † 1327/1328; bestattet in Val-des-Choux)
- Sohn (* um 1327; † jung; bestattet in Val-des-Choux)
- Sohn (* um 1330; † jung; bestattet in Val-des-Choux)
- Sohn (* 1335; † jung; bestattet in Val-des-Choux)